# Bill Miller (politician)
Bill Miller (n. 22 iulie 1954) este un om politic britanic, membru al Parlamentului European în perioadele 1994-1999 și 1999-2004 din partea Regatului Unit.
1. 1 2  Deputații în Parlamentul European
2. ↑   http://www.europarl.europa.eu/meps/en/2135/BILL_MILLER_home.html Lipsește sau este vid: |title= (ajutor)